# Crocifisso patiens di Castiglion Fiorentino
Il Crocifisso patiens di Castiglion Fiorentino è una croce sagomata e dipinta (417x327 cm) a fondo oro, tempera su tavola con applicazioni a rilievo, conservata nella Pinacoteca comunale di Castiglion Fiorentino. È databile al 1270-1280 circa.
Nello stesso museo era conservato anche un importante Crocifisso triumphans  databile al primo/secondo decennio del XIII secolo, oggi ricollocato nella collegiata di San Giuliano.

## Storia e descrizione
L'opera proviene dalla chiesa di San Francesco, eretta verso la metà del Duecento. La commissione di un'opera così maestosa e pregiata viene messa in relazione con la presenza, al convento francescano di Castiglion Fiorentino, di fra' Mansueto da Castiglione, che rivestì ruoli chiave per ben quattro pontefici, trattò òa lapce tra Francia e Inghilterra (portando a Castiglione i capolavori di oreficeria francese quali la "Croce Santa" e il "reliquiario di sant'Orsola" nello stesso museo) e fu poi beatificato. Probabilmente il crocifisso decorava originariamente il tramezzo che separava il presbiterio dall'area riservata ai fedeli, tuttavia i primi documenti che lo ricordano parlano di un altare del Crocifisso, poi di una collocazione sopra la porta d'ingresso, e infine, dopo il 1570, in sagrestia. Fu ritoccata e ridipinta più volte nei secoli, l'ultima nel 1919. Un restauro concluso nel 2008 ne ha recuperato la policromia originale e l'altissima qualità esecutiva.

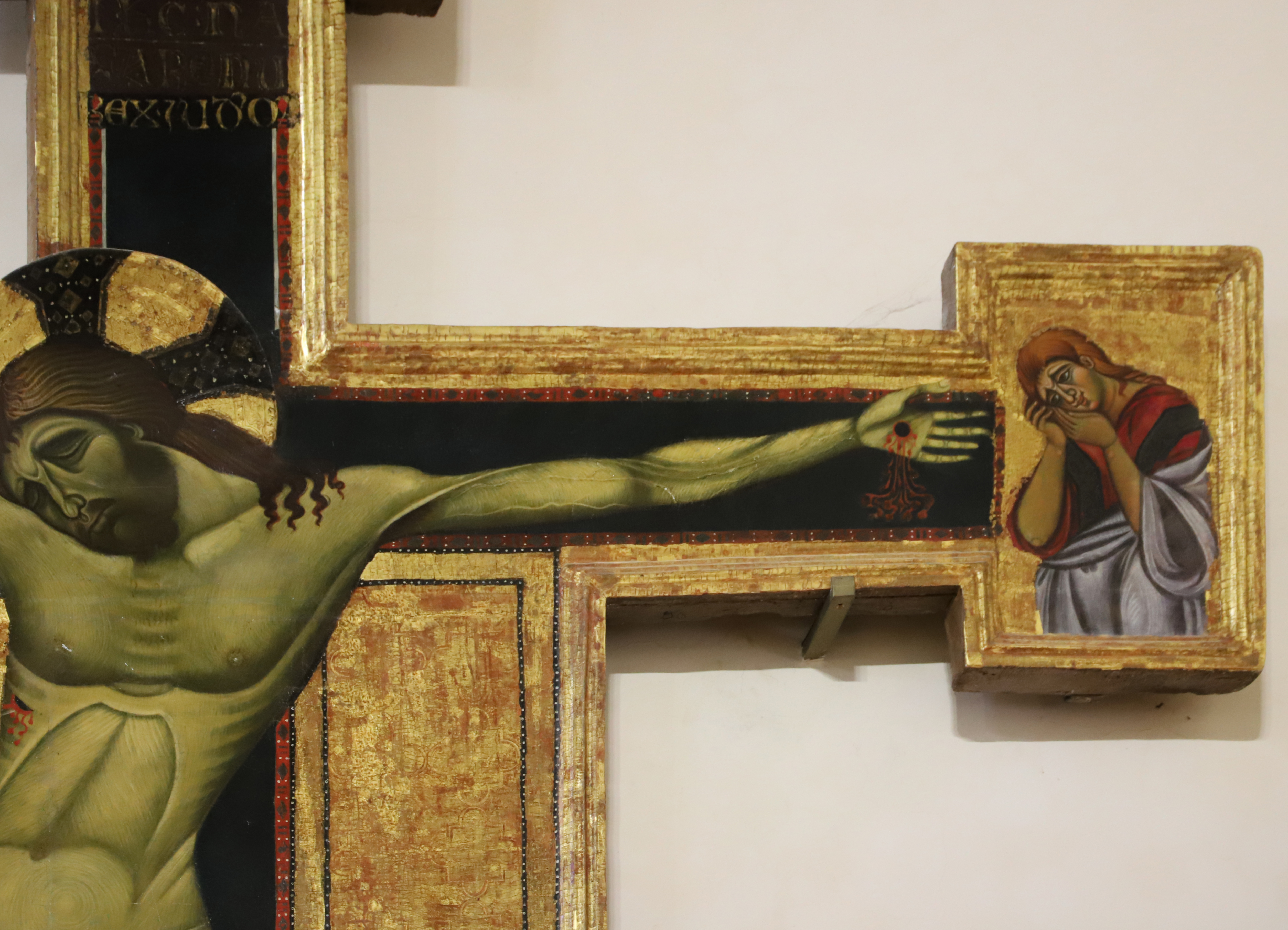
Il braccio con le vene a rilievo

Fu eseguita con una tecnica estremamente raffinata, e con largo uso di materiali preziosi, quali la foglia d'oro e il blu di lapislazzuli. Ogni dettaglio è ottenuto tramite la stesura di molte velature di colori diversi, in strati ordinati e omogenei. Anche il disegno preparatorio, indagato tramite i raggi X, mostra un disegno a mano libera sull preparazione bianca, eseguito con mano sicura, senza ripensamenti.
Non esiste un documento col nome dell'artista che la eseguì: verso il 1790 padre Nicola Papini la ricordava come opera di Cimabue. I primi studi la riferirono all'ambito umbro-toscano, con la possibilità di ascriverla al catalogo del Maestro di San Francesco. Tuttavia studi più recenti la collocano più precisamente all'ambito aretino, con influenze del giovane Cimabue legate al Crocifisso di San Domenico ad Arezzo. A quel modello si rifà la rappresentazione esasperata del dolore e della morte, con la vistosa inarcatura verso sinistra del corpo e la testa reclinata.

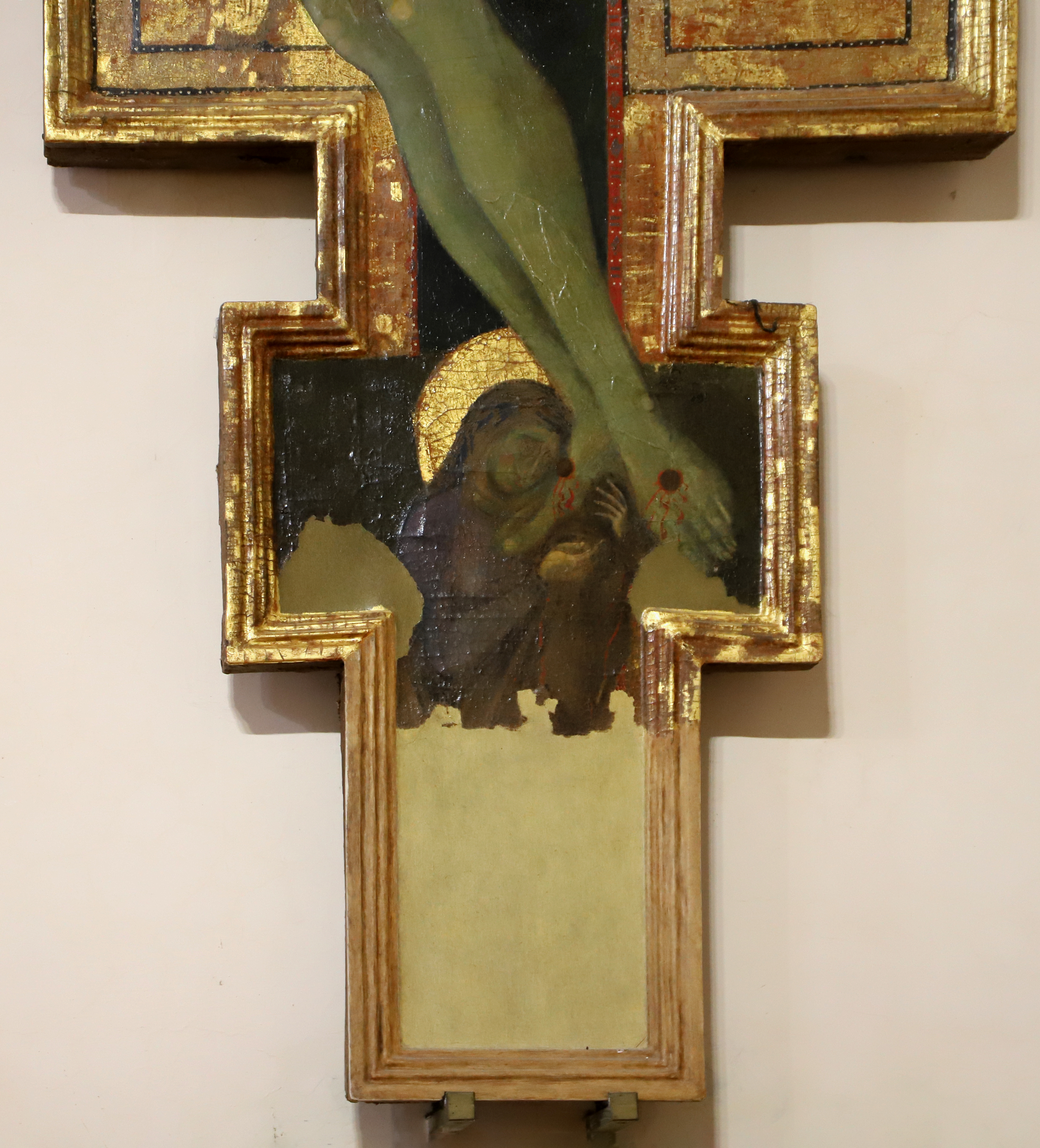
Soppedaneo con la Maddalena dolente

Un elemento eccezionale, riscontrato soltanto in questo esemplare di Crocifisso, è la resa a rilievo delle vene delle braccia delle gambe, ottenuta col materiale di preperazione per dare l'effetto del sangue pulsante: lo si ritrova soltanto in alcune sculture, tanto che si era anche pensato a un'aggiunta più tarda, magari ottocentesca, ipotesi tuttavia smentita dalle indagini fatte in occasione del restauro.
Nella cimasa si trova la rappresentazione della Madonna orante tra due angeli; Nelle tabelle laterali i busti dei dolenti Giovanni e Maria; nel soppedaneo una figurina identificabile con la Maddalena. Probabilmente la croce era coronata da un clipeo con il Redentore, perduto. Originale è invece la cornice che gira lungo tutta la croce, di circa 2,5 cm di spessore.